# Rudolf Weigl (1914–1953)
Rudolf Weigl (ur. 22 lipca 1914 w Jarosławiu, zm. 3 stycznia 1953) – polski pilot i działacz lotniczy. Więzień niemieckich obozów koncentracyjnych.

## Życiorys
Jego ojcem był Fryderyk Weigl, sędzia dla spraw cywilnych. Rudolf ukończył w Gnieźnie szkołę podstawową i w 1923 r. rozpoczął naukę w tamtejszym gimnazjum klasycznym. W 1927 r. przeniósł się do gimnazjum im. Adama Mickiewicza w Poznaniu. Maturę zdał w 1931 r. i rozpoczął studia na wydziale mechanicznym Politechniki Lwowskiej.
Z lotnictwem spotkał się w 1932 r., kiedy to zdobył kategorię A pilota szybowcowego. W 1934 r. rozszerzył uprawnienia i mógł już pochwalić się kategorią B oraz ukończonym kursem pilotażu silnikowego w ramach lotniczego Przysposobienia Wojskowego w Łucku. Rok później poszerzył uprawnienia szybowcowe do kategorii C a w 1936 zdobył Srebrną Odznakę Szybowcową i pracował jako instruktor szybownictwa w Wojskowym Obozie Szybowcowym w Ustjanowej. Kolejne jego miejsce pracy to szkoła w Czerwonym Kamieniu, gdzie wkrótce objął stanowisko kierownika wyszkolenia. Na szybowcu Czajka-bis wykonał lot żaglowy trwający 2 godziny 39 min.
19-20 czerwca 1937 r., w załodze z S. Kozłem, wziął udział w II Locie Pomorskim, załoga zajęła trzecie miejsce. W sierpniu 1937 r. wystartował, w załodze z Rudolfem Matzem, w Krajowych Zawodach Lotniczych. Reprezentacja Aeroklubu Lwowskiego, w barwach którego startował, zajęła drugie miejsce w klasyfikacji generalnej.
Studia na Politechnice Lwowskiej skończył w 1938 r. W tym samym roku startował, w ekipie Aeroklubu Lwowskiego, w VIII Krajowych Zawodach Lotniczych. Reprezentacja AL zdobyła pierwsze miejsce w klasyfikacji grupowej. Po krótkim odpoczynku brał udział w V Krajowych Zawodach Szybowcowych w Inowrocławiu.
Od września 1938 r. odbywał służbę wojskową. Na przeszkolenie zasadnicze trafił do 19. pułku piechoty we Lwowie, następnie był skierowany do Szkoły Podchorążych Rezerwy Lotnictwa. Po wybuchu II wojny światowej nie zdołał ewakuować się do Francji i pozostał we Lwowie. Początkowo próbował kontynuować prace nad doktoratem na tamtejszej politechnice ale w 1940 r. przeniósł się do Tarnowa. Pracował w wytwórni marmolady, w 1943 r. wstąpił do Armii Krajowej. 1 grudnia aresztował go Gestapo, wkrótce potem otrzymał wyrok śmierci. Trafił do niemieckiego obozu koncentracyjnego w Groß-Rosen, później przebywał w obozach Fünfteichen, Mauthausen a na koniec był więziony w Gusen. 
W czerwcu 1945 r. powrócił do Polski, od września był zatrudniony w Instytucie Naukowo-Badawczym Przemysłu Węglowego w Katowicach. Jednocześnie włączył się w prace nad organizacją Instytutu Szybownictwa. 1 maja 1946 r. Minister Komunikacji mianował go pierwszym kierownikiem Instytutu. W ramach swej działalności stworzył długofalowy plan doposażania polskiego lotnictwa sportowego w szybowce. Dzięki jego inicjatywie Wydział Techniczny IS opracował założenia pięciu typów szybowców, które następnie przez wiele lat stanowiły podstawę produkcji szybowców w Polsce. Przyczynił się do stworzenia szkoły szybowcowej na górze Żar. W październiku 1946 r. wziął udział w pierwszej wyprawie doświadczalnej Instytutu na lotnisko w Aleksandrowicach. Jej zadaniem było zbadanie zjawiskiem fal w terenie górskim.
W sierpniu 1947 r. zostało mu powierzone stanowisko kierownika polskiej reprezentacji narodowej na pierwsze powojenne Międzynarodowe Zawody Szybowcowe w Samedan. We wrześniu 1948 r. pożegnał się z Instytutem Szybownictwa i objął stanowisko naczelnika Wydziału Technicznego Departamentu Lotnictwa Cywilnego w Ministerstwie Komunikacji. W jego kompetencjach leżał nadzór nad zagadnieniami technicznymi lotnictwa sportowego, produkcją sprzętu szybowcowego oraz nadzór nad lotnictwem komunikacyjnym. 
Poza tą działalnością wykorzystywał posiadane (od 1946 r.) uprawnienia pilota turystycznego kl. I i pracował jako egzaminator dla członków załóg powietrznych w Ministerstwie Komunikacji. Od 1950 r. objął stanowisko przewodniczącego Komisji Badania Wypadków Lotniczych, 1 października został przewodniczącym Podkomisji Polskiego Komitetu Normalizacyjnego Szybownictwa przy Komisji PKN lotnictwa. 1 września 1951 r. został kierownikiem Wydziału Technicznego Zarządu Głównego Ligi Lotniczej. 3 stycznia 1953 r. zginął w katastrofie lotniczej podczas podróży służbowej. 